# Бібліотека підпрограм
Бібліотека (від англ. library) — збірка об'єктів чи підпрограм для вирішення близьких за тематикою задач. У залежності від мови програмування бібліотеки містять об'єктні модулі чи початковий код та дані, допоміжні для задіяння та інтеграції нових можливостей в програмні рішення.
Бібліотека може означати те саме, що модуль, або декілька модулів.
З точки зору комп'ютерних наук бібліотеки діляться на статичні та динамічні.

## Статичні бібліотеки
Можуть бути у вигляді початкового тексту, що підключається програмістом до своєї програми на етапі написання (наприклад, для мови Fortran існує величезна кількість бібліотек для вирішення різних завдань саме в початкових текстах), або у вигляді об'єктних файлів, що приєднуються (лінкуються) до виконуваної програми на етапі компіляції (у Microsoft Windows такі файли мають розширення .lib, у UNIX-подібніх ОС — зазвичай .a). В результаті програма включає всі необхідні функції, що робить її автономною, але збільшує розмір.

## Динамічні бібліотеки
Також називаються розподілюваними бібліотеками (англ. shared library), або бібліотеками, що динамічно підключаються (англ. Dynamic Link Library, DLL). Це окремі файли, що надають програмі набір використовуваних функцій для завантажування на етапі виконання при зверненні програми до ОС із заявкою на виконання функції з бібліотеки. Якщо необхідна бібліотека вже завантажена в оперативну пам'ять, програма використовуватиме завантажену копію бібліотеки. Такий підхід дозволяє зекономити час і пам'ять, оскільки декілька програм використовують одну копію бібліотеки, вже завантажену в пам'ять.
Динамічні бібліотеки зберігаються зазвичай у визначеному місці й мають стандартне розширення. Наприклад, файли .library у логічному томі Libs: у AmigaOS; у Microsoft Windows і OS/2 файли бібліотек загального користування мають розширення .dll; у UNIX-подібних ОС — зазвичай .so; у MacOS — .dylib.
При написанні програми програмістові досить вказати транслятору мови програмування (компілятору або інтерпретатору), що слід підключити таку-от бібліотеку і використовувати таку-от функцію зі вказаної бібліотеки. Ні початковий текст, ні виконуваний код функції до складу програми не входить.